# داء شحمي

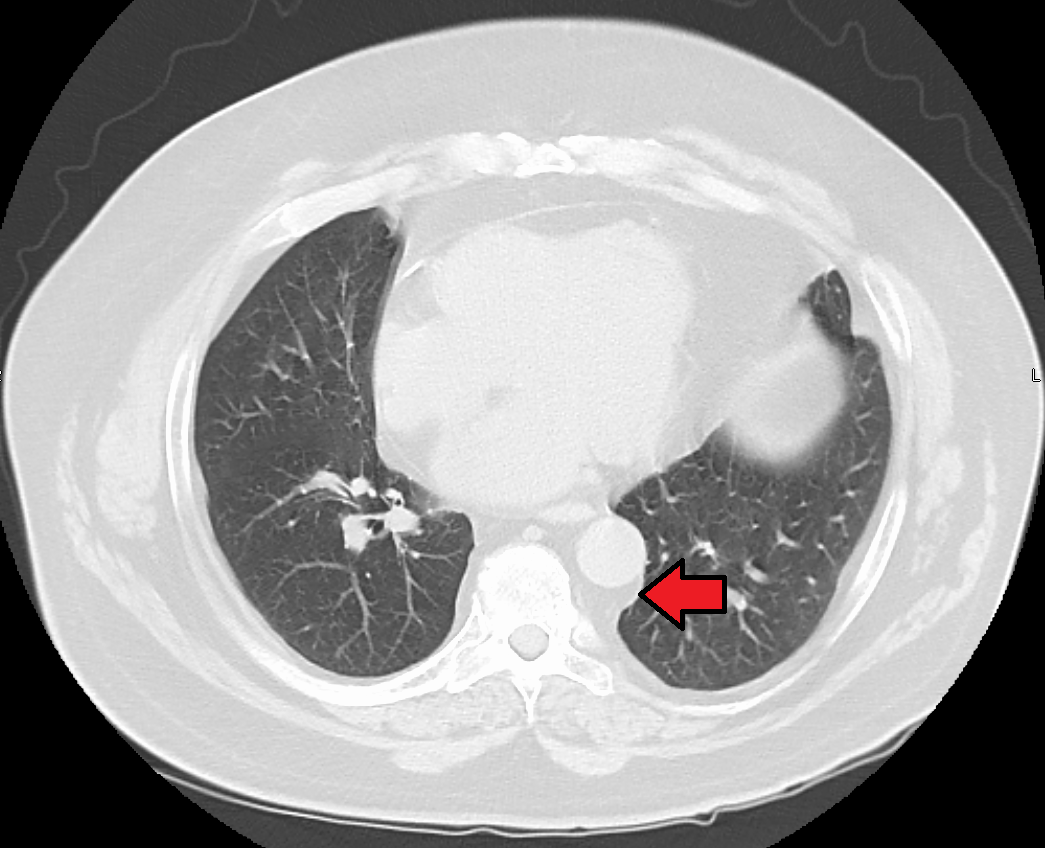
داء شحمي المنصف

يُعتقد أن الورم الشحمي أو الداء الشحمي (بالإنجليزية: Lipomatosis) هو حالة جسمية سائدة حيث توجد أورام شحمية متعددة على الجسم. تتشكل العديد من الأورام الشحمية المنفصلة والمغلفة على الجذع والأطراف، مع وجود عدد قليل نسبيًا على الرأس والكتفين.  في عام 1993، تم ترجمة تعدد الأشكال الوراثي داخل الأورام الشحمية إلى الكروموسوم 12q15، حيث يقوم جين HMGIC بترميز بروتين إسوفورم IC عالي الحركة.  هذه واحدة من أكثر الطفرات شيوعًا في الأورام الشحمية الانفرادية ولكن الأورام الشحمية غالبًا ما يكون لها طفرات متعددة. كما لوحظت عمليات نقل متبادلة تتضمن الكروموسومات 12q13 و 12q14.   
على الرغم من أن هذه الحالة حميدة، إلا أنها قد تكون مؤلمة جدًا في بعض الأحيان اعتمادًا على موقع الأورام الشحمية. يسعى بعض المرضى المهتمين بمستحضرات التجميل إلى إزالة الأورام الشحمية الفردية. يمكن أن تشمل الإزالة الختان البسيط أو الإزالة بالمنظار أو شفط الدهون. 
تشمل الكيانات الأخرى المصحوبة بأورام شحمية متعددة متلازمة بروتيوس ومتلازمة كاودن والاضطرابات ذات الصلة بسبب طفرات الجين PTEN والورم الشحمي المتماثل الحميد ( مرض مادلونغ ) ومرض ديركوم والحثل الشحمي العائلي والأورام السباتية وحقن الستيرويد فوق الجافية مع  و ورم وعائي عائلي (amilial angiolipomatosis).